# Stiphodon semoni
Stiphodon semoni е вид бодлоперка от семейство Попчеви (Gobiidae).

## Разпространение
Видът е разпространен в Австралия (Куинсланд), Вануату, Индонезия, Нова Каледония, Папуа Нова Гвинея, Соломонови острови и Филипини.

## Описание
На дължина достигат до 4,2 cm.